# میسون گودینگ
میسون گودینگ (انگلیسی: Mason Gooding) (زاده ۱۴ نوامبر ۱۹۹۶) هنرپیشه اهل کشور آمریکا است. او  برای هنرپیشگی‌اش در بوک اسمارت، چشمان قلب، با عشق ویکتور، جیغ۶، سقوط و عواقب شناخته شده‌است.